# Fritigil
Fritigil war eine Königin der Markomannen, die Ende des 4. Jahrhunderts lebte.

## Leben
Fritigil ist einzig durch ihren bei Paulinus von Mailand erwähnten Briefwechsel mit Ambrosius von Mailand bekannt.
Der Bischof Ambrosius empfahl Fritigil in diesem Briefwechsel, ihren Ehemann zu überreden, mit den Römern Frieden zu schließen und sich und sein Volk den Römern zu unterstellen. Der erfolgreich abgeschlossene Vertrag ist der letzte bekannte Vertrag zwischen Rom und den Markomannen. In ihrer Rolle als Foederaten wurden den Markomannen von den Römern im Jahr 397 im Wiener Becken in Pannonien auf römischem Gebiet Land zur Bebauung und Verteidigung eingeräumt. Fritigil reiste im selben Jahr nach Mailand, um Ambrosius aufzusuchen. Dieser war jedoch schon verstorben, als sie dort eintraf.
Die um 400 von römischen Handwerkern erbaute Höhensiedlung Oberleiser Berg könnte möglicherweise Fritigils Residenz gewesen sein.